# Pompier volontaire
Pour les articles homonymes, voir Pompier (homonymie).
Un pompier volontaire est un pompier dont l'activité de pompier n'est pas le travail principal. En effet, à la  différence du pompier professionnel, le pompier volontaire possède, la plupart du temps, un emploi principal (salarié, artisan, commerçant, profession libérale ou même pompier professionnel) et exerce les activités de pompier le plus souvent en dehors de ses heures de travail. Ses heures peuvent être indemnisées ou non en fonction du pays voire parfois du service où le pompier exerce.

## Les deux types de gardes
Les gardes se font soit au sein de la caserne (garde casernée) soit à la maison (astreinte). Dans le second cas, le pompier est alors rappelé en caserne pour départ en intervention via un bipeur ou parfois par GSM.

## Les statuts juridiques
Le statut de pompier volontaire n'est pas reconnu[pas clair] dans tous les pays. Cela varie au cas par cas.

## Le système des pompiers volontaires dans les différents pays

### Belgique
Il existe 12 000 pompiers volontaires sur les 18 000 pompiers belges (env. 75 %). Ils sont pour la plupart et pompiers et ambulanciers, rémunérés en fonction de la commune dans laquelle ils travaillent. En effet les services sont encore communaux (en 2013) mais cela changera dès 2014 avec l'intégration du nouveau système de zones de secours dû à la réforme de la sécurité civile.
En Belgique la plupart des gardes des volontaires se fait hors caserne mais quelques exceptions existent.
Les missions assurées, les formations, le recrutement, les grades et les responsabilités sont identiques à ceux des professionnels. Pour montrer que le métier est le même, on propose de ne plus parler de pompiers professionnels ou volontaires mais bien de pompiers « à temps plein » et « à temps partiel ».
Les pompiers volontaires belges n'ont pas de statut légal et sont donc employés communaux. Cela devrait également changer en 2014 avec la réforme, dans laquelle un statut officiel est créé.

### Canada
Au Canada, les pompiers volontaires jouent un rôle essentiel dans la protection des communautés, en particulier dans les régions rurales et les petites municipalités. Selon le recensement de 2022 de l'Association canadienne des chefs pompiers, plus de 70 % des pompiers au Canada sont volontaires.

#### Fonctionnement et rémunération
Contrairement à ce que leur nom suggère, les pompiers volontaires reçoivent généralement une rémunération, établie selon les taux en vigueur dans leur région ou municipalité. Ils sont alertés des interventions via une pagette ou leur téléphone cellulaire, après quoi ils peuvent choisir de se rendre disponibles pour répondre à l’appel ou signaler leur indisponibilité.

#### Processus d'embauche
Le recrutement des pompiers volontaires varie selon les provinces et les municipalités, mais suit généralement plusieurs étapes. Les candidats doivent remplir une demande auprès de leur service d’incendie local, passer une évaluation physique et psychologique, ainsi que suivre une formation de base en intervention d’urgence. Une fois acceptés, ils reçoivent une formation continue en lutte contre les incendies, en premiers soins et en opérations de sauvetage.

#### Avantages fiscaux
Le gouvernement du Canada reconnaît l’engagement des pompiers volontaires en leur offrant des crédits d’impôt. Ceux qui effectuent au moins 200 heures de service par an peuvent bénéficier d’un crédit d’impôt pour volontaires en service d’urgence. Cette mesure vise à soutenir financièrement les pompiers volontaires et à encourager leur participation au sein des services d’incendie communautaires.

### 

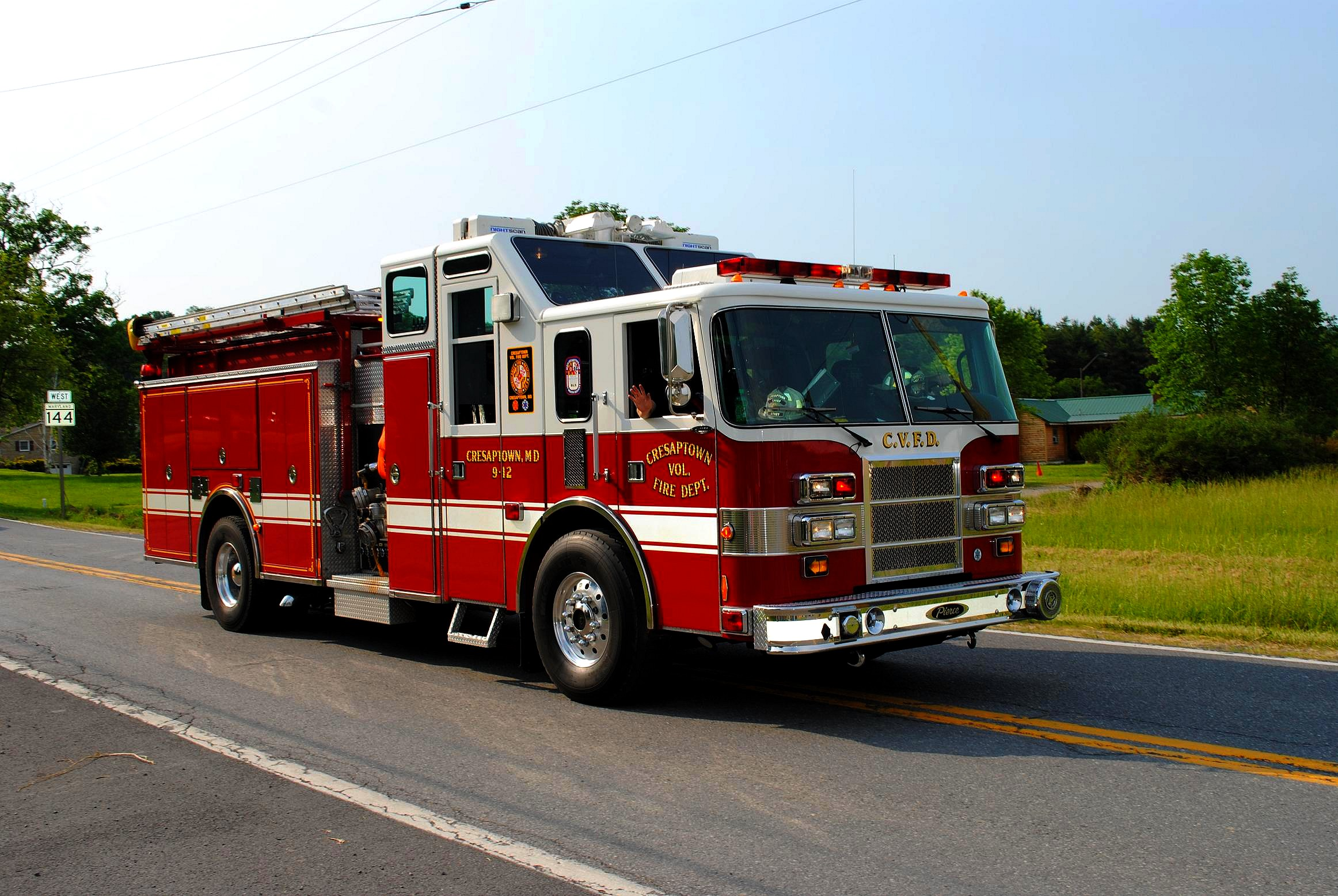
« Pumper » des pompiers volontaires de Cresaptown, dans le Maryland, aux États-Unis.

### France
En France, les gardes se font en caserne ou à la maison.
Les pompiers volontaires représentent environ 80 % des pompiers sur le territoire.
Il est possible de devenir pompier volontaire à partir de 16 ans, pour cela il faut se renseigner sur les démarches sur le site web du Service départemental d'incendie et de secours de son département de résidence.
Le plus souvent, il faut rencontrer un chef de centre d'incendie et de secours et lui transmettre plusieurs documents  :
- Curriculum vitæ
- Lettre de motivation
- Attestation de Prévention et secours civiques de niveau 1 (facultatif)

Après entretien et souvent quelques sélections physiques et après avoir présenté un certificat médical, il est possible de s'engager.
Un nouveau plan d'action a été mené par le gouvernement en 2019 visant à recruter de nouveaux pompiers volontaires.

### Luxembourg
Avant la création du corps grand-ducal d'incendie et de secours en 2018, tous les sapeurs-pompiers du Grand-Duché de Luxembourg étaient volontaires à l'exception de ceux de de la ville de Luxembourg et de l'aéroport de Luxembourg-Findel.